# L'Ukraine sans Koutchma
Cette page se comprend mieux après la lecture de Élection présidentielle ukrainienne de 1999 et Scandale des cassettes.
« L'Ukraine sans Koutchma » (en ukrainien : Україна без Кучми (Ukrayina bez Kuchmy) ; en russe : en russe : Украина без Кучмы ; en anglais : Ukraine without Kuchma), parfois réduit en UBK, est un mouvement de manifestations de masse qui a lieu en Ukraine à partir de décembre 2000.
Le mouvement est organisé par l'opposition parlementaire ukrainienne, après la révélation du scandale des cassettes. La principale revendication concerne la démission du président Leonid Koutchma, réélu à la suite de l'élection présidentielle de 1999, mais les manifestants souhaitent également faire la lumière sur l'assassinat du journaliste Gueorgui Gongadzé.
Les unités gouvernementales chargées de l'application de la loi, en particulier les Berkout et la militsia, mettent fin aux manifestations de masse, et de nombreuses arrestations de membres de l'opposition et de manifestants ont lieu. Cependant, le mouvement laisse une trace politique importante dans le pays, avec la consolidation de l'opposition démocratique ukrainienne, ce qui conduit à la Révolution orange trois ans plus tard, si bien que la date exacte de sa fin est discutée.

## Contexte
Le 16 septembre 2000, le journaliste ukrainien d'origine géorgienne Gueorgui Gongadzé, fondateur du média Ukrayinska Pravda, et opposant majeur du président Leonid Koutchma, est enlevé par des inconnus à Kiev. Son corps, décapité et plongé dans l'acide, sera retrouvé le 2 novembre de la même année dans une forêt proche de la capitale.
Un mois plus tard, le député socialiste Oleksandr Moroz diffuse dans l'enceinte du Parlement, la Rada, des enregistrements de Leonid Koutchma et son ministre de l'Intérieur, Youriy Kravtchenko, qui semblent indiquer que l'assassinat du journaliste a été commandité directement par le président, et exécuté par son ministre,. Ces révélations sont le point de départ des manifestations.

## Historique du mouvement

### Premiers rassemblements
La première action, à peine remarquée, de la campagne a lieu le 15 décembre 2000 sur la place Maïdan ( Place de l'Indépendance), la place principale de Kiev. Des groupes d'étudiants sont les premiers à se rassembler sur la place principale de la capitale, réclamant la démission de Koutchma. Les militants plantent des tentes, et restent douze jours sur la place. Cependant, trois jours avant le Jour de l'an, prétextant un plan de rénovation, les autorités font évacuer la place et la bloquent avec des engins de chantier.
Le 27 février 2001, 7 000 personnes sont rassemblées dans la rue Krechtchatyk, voie principale de Kiev.

### Croissance du soutien politique
Bientôt, l'initiative se transforme en un mouvement de masse largement soutenu par les partis d'opposition, qui ont perdu l'élection présidentielle ukrainienne de 1999 peu avant le scandale et considèrent le mouvement comme un moyen d'unification et de renforcement. Les protestations sont organisées collectivement et guidées par une direction rassemblant les cadres des partis. Ioulia Tymochenko (à ce moment-là à la tête du Comité de salut national), Iouri Loutsenko (représentant du parti socialiste d'Ukraine) et l'indépendant Volodymyr Chemerys (en) deviennent des leaders majeurs de l'action. Plus d'une douzaine de partis politiques ukrainiens soutiennent le mouvement, parmi lesquels le parti socialiste d'Ukraine (dirigé par Oleksandr Moroz) et le mouvement populaire d'Ukraine, de centre-droit (tous deux représentés au parlement ukrainien, la Rada), ainsi que le parti d'extrême droite UNA-UNSO. Les dirigeants mettent de côté les différences politiques entre ces groupes, adversaires politiques pour certains, et se concentrent sur la manifestation contre l'autoritarisme du pouvoir et sur les revendications de liberté politique.

### Manifestations de masse
Les étudiants et les jeunes constituent la majorité des participants, bien que le mouvement soit majoritairement soutenu par la population. Les manifestants installent un campement de fortune sur les trottoirs de la place Maïdan et de la rue Krechtchatyk voisine. Des militants vivent ou se relaient dans les tentes, tandis que de nombreux autres participent occasionnellement aux rassemblements. Des concerts de musiciens libéraux sont organisés sur la place. Des grèves étudiantes ont eu lieu dans certaines universités. Lviv, ainsi que d'autres villes rejoignent le mouvement, mais dans une moindre mesure.
Des slogans sont imaginés pour l'occasion, et le mot d'ordre « L'Ukraine sans Koutchma » prend de l'ampleur parmi les participants.
Les manifestations rassemblent jusqu'à 100 000 personnes, selon l'un des participants.

### Maintien de l'ordre et réactions des autorités
Effrayées par l'ampleur et les tactiques inhabituelles du mouvement, les autorités tentent à plusieurs reprises de détruire le camp en faisant appel à la police et à des agents provocateurs masqués, mais évitent les affrontements massifs. Pour tenter d'arrêter les manifestations, le maire de Kiev, Oleksandr Omelchenko, ordonne une reconstruction majeure de la place, en faisant fermer la majorité de celle-ci avec des engins de chantier. Cela empêche les manifestants de rassembler de grandes foules, mais n’affecte pas le mouvement. Les autorités de certaines autres villes adoptent la même tactique en annonçant des « travaux de construction » sur leurs places principales, généralement sans activité réelle derrière les barrières installées.
Lors de l'une des manifestations, les autorités décident d'organiser une contre-manifestation déguisée, centrée sur les traditions agricoles populaires, au cours de laquelle ils diffusent de la musique pour couvrir le bruit des discours revendicatifs.

### Événements de mars 2001 et fin violente des manifestations

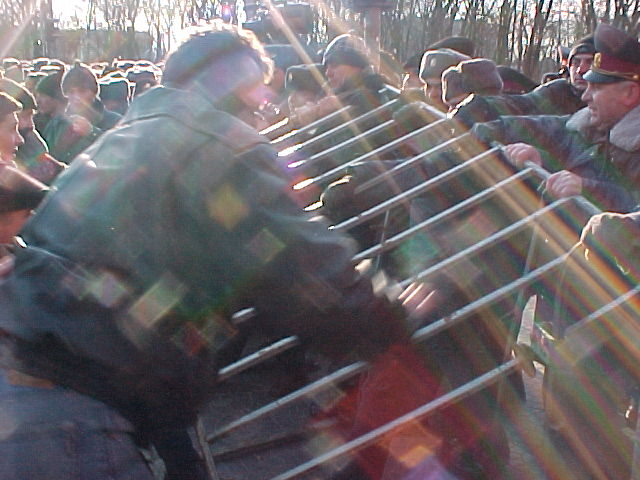
Affrontements avec les Berkout à Kiev, 9 mars 2001

#### Présentation
Les organisateurs revendiquent une stratégie de résistance non-violente, mais n'arrivent pas à la faire durer. Le 9 mars 2001, jour de l'anniversaire de Taras Chevtchenko dans le calendrier grégorien, des affrontements entre les manifestants et la police antiémeute ont lieu, et des dizaines de personnes sont blessées. Ils commencent à proximité du parc Chevtchenko, avec des affrontements de faible ampleur entre la police et les militants du parrti d'extrême droite UNA-UNSO.
L'État et les manifestants s'accusent mutuellement des violences. Les dirigeants du mouvement affirment que la police a provoqué le dernier et le plus violent affrontement près du palais présidentiel, en bloquant un cortège et en y infiltrant des provocateurs. En effet, ce sont des extrémistes de droite militarisés qui ont mené le combat[réf. nécessaire]. En réponse, les autorités procèdent à des arrestations massives dans la ville, en se concentrant sur les jeunes parlant ukrainien. Plusieurs députés de l'opposition profitent de leur immunité parlementaire pour s'introduire dans les commissariats et les voitures de police afin de tenter de libérer les personnes appréhendées.
L'impact provoqué par les incidents dans l'opinion publique conduit à une diminution progressive du soutien à la campagne. Bientôt, le mouvement s'arrête. Un groupe de participants aux affrontements du 9 mars est reconnu coupable et emprisonné.

#### Chronologie détaillée des événements de mars 2001
- 1er mars : destruction des tentes de grève par décision du tribunal du vieux Kiev [11];
- 8 mars : le Comité de salut national annonce que les manifestants souhaitent empêcher le président ukrainien Leonid Koutchma de déposer des fleurs sur le monument de Taras Chevtchenko [12],[11];
- Nuit du 8 au 9 mars : des unités de la militsia encerclent le parc commémoratif Chevtchenko afin d'empêcher toute action des manifestants contre le président Koutchma [13],[11];
- Journée du 9 mars :
  - 8 h 30 : Leonid Koutchma dépose des fleurs pendant que les manifestants affrontent la militsia [11];
  - 9 h 30 : Arrestation de plusieurs manifestants [11];
  - 10 h 45 : Une colonne de manifestants se dirige vers la place Mykhailiv jusqu'au département des Affaires intérieures, où ont été conduites les personnes arrêtées, qui sont relâchées [11];
  - 12 h : Meeting politique au parc commémoratif Chevtchenko, avec la prise de parole du patriarche de l'Église orthodoxe ukrainienne (patriarcat de Kiev), Philarète de Kiev, en soutien aux manifestants, plusieurs arrestations [14],[11];
  - 13 h 45 : Marche vers le ministère de l'Intérieur avec pour objectif de libérer les personnes arrêtées [15],[11];
  - 15 h : Affrontements massifs avec des unités de Berkout, sur la route vers le bâtiment de l'administration présidentielle [15],[11];
  - 17 h : Congrès fondateur du mouvement « Pour la vérité ! » [11];
  - 18 h : destruction du siège de l'UNA-UNSO, dans la rue Dymytrov, par les unités spéciales de la militsia, plusieurs membres du parti sont arrêtés[16],[11];
- Soir et nuit du 9 au 10 mars : arrestations massives dans les stations de train et de métro de Kiev de personnes et d'étudiants ukrainiens portant des symboles nationaux[17].
- 10 mars : poursuite des manifestations : actions réalisées par les députés ukrainiens, arrestations  d'étudiants arrivés de Lviv à la gare de Kiev[18].

## Impact politique

### Conséquences politiques à court terme
Manquant d’unité générale et formant une minorité au sein de la Rada, les députés de l’opposition n'apportent aux manifestants qu’un soutien limité, comme le lancement d'une procédure avortée de destitution de Koutchma et organiser des protestations parlementaires. Les libéraux pro-occidentaux sont limités dans leurs actions car ils soutiennent le Premier ministre de Koutchma, le très populaire réformateur Viktor Iouchtchenko, dans ses efforts pour s'opposer aux oligarques en faveur du président. Les militants l'appellent à soutenir leurs revendications. Mais Iouchtchenko refuse et cosigne un discours public très critique avec Koutchma. Certains médias influents prennent parti pour les autorités.
Leonid Koutchma reçoit trois dirigeants de la campagne, écoute leurs accusations et leurs demandes, mais refuse de les satisfaire. Selon Volodymyr Chemerys, le président affirme qu'il limogera le ministre de l'Intérieur Kravtchenko (accusé dans l'enlèvement de Gongadzé), comme l'exigent les manifestants, seulement si Iouchtchenko démissionne de son poste de Premier ministre, ce qui n'a pas lieu.
Par la suite, Kravtchenko et Andriy Derkatch (en) sont tout de même obligés de démissionner.
Le 26 avril 2001, le Premier ministre Viktor Iouchtchenko est limogé par le président Koutchma et rejoint officiellement l’opposition. Lors des élections législatives de 2002, il dirige la coalition électorale Notre Ukraine (Nasha Ukraina) qui remporte le vote, mais ne parvient pas à former une majorité à la Rada. De nombreux dirigeants des manifestations sont unis dans cette coalition, tandis que d'autres sont membres du Parti socialiste ou du bloc Ioulia Tymochenko (le successeur du Comité de salut national), qui deviennent plus tard les alliés politiques de Notre Ukraine.

### Conséquences à long terme
Le mouvement a un impact important sur la future révolution orange, certaines sources estimant même que le second mouvement ne constituerait que la fin du premier. La campagne de Iouchtchenko lors de l'élection présidentielle de 2004 est fortement influencée par les slogans, la tactique et l'esprit général de « L'Ukraine sans Koutchma ». La Révolution orange, provoquée par une fraude électorale massive lors du vote, se déroule d'une manière très similaire à la campagne de 2001 et est menée principalement par les mêmes personnalités politiques et militants.
Après avoir été élu président, Viktor Iouchtchenko nomme Iouri Loutsenko, l'un des chefs du mouvement, ministre de l'Intérieur (ce qui en fait le chef de la militsia). Ioulia Tymochenko est quant à elle nommée Première ministre,.
La recherche de la responsabilité pénale pour ces événements est relancée avec l'élection de Viktor Ianoukovitch à la présidence de l'Ukraine.

## Reportages
Les principaux événements et tendances générales de la campagne « L'Ukraine sans Koutchma » sont étudiés dans le documentaire télévisé The Face of Protest (en ukrainien : Обличчя протесту (Oblytchia Protestu)), réalisé en 2003 par l'homme politique Andriy Chevtchenko. Le film est basé sur diverses images télévisées des manifestations et des entretiens avec des participants des deux côtés (des chefs du mouvement aux membres de la militsia).